# Conocybe striatipes
Conocybe striatipes är en svampart som tillhör divisionen basidiesvampar, och som först beskrevs av Carlo Luigi (Carlos Luis) Spegazzini, och fick sitt nu gällande namn av Rolf Singer. Conocybe striatipes ingår i släktet Conocybe, och familjen Bolbitiaceae. Arten är reproducerande i Sverige.